# Wassillie Trefon Dena'ina Fish Cache
La Wassillie Trefon Dena'ina Fish Cache est une cache à poisson située dans le borough de Lake and Peninsula, en Alaska, aux États-Unis. Protégé au sein des parc national et réserve de Lake Clark, cet édicule en bois est une construction du peuple Dena'ina et servait de lieu de stockage de poisson. Il est inscrit au Registre national des lieux historiques depuis le 5 juin 2013. Ses pilotis le protègent de l'humidité du sol et comportent des redents pour empêcher les animaux de grimper.